# Винчестер
Винчестер (енгл. Winchester) је град у јужној Енглеској са око 40.000 становника. Био је главни град Енглеске у 10. и 11. веку. Сада је административни центар грофовије Хемпшир.

## Историја
Насеља у том подручју потичу из времена пре римских освајања. Западно од данашњег града налазила се келтска тврђава. Након римског освајања Британије град се назива Вента Белгарум (Venta Belgarum ) и био је доста значајан. 
Град је постао историјски значајан, када је 686. постао главни град Весекса. Иако то није био једини град, који је био престолница краљ Егберт га је 827. учинио главним градом краљевине. Престоница је Енглеске за време Алфреда Великог, који је ту окупљао учене странце. Био је културни центар и у доба Едварда Исповедника и Кнута Великог. Алфред Велики је изградио низ утврђења дуж јужне обале. Винчестер је био главни град Весекса, па онда Енглеске и неко време након Норманског освајања Енглеске, када је Лондон постао главни град.
Велика ватра је захватила град 1141. и убрзала је његово назадовање. Бискуп од Винчестера Вилијам од Вајкехама(1320-1404)
играо је значајну улогу у обнови града. Основао је винчестерски колеџ. Током средњег века град је био значајан трговачки и обртнички град са развијеним златарством, а посебо се истицао као центар трговине вуном. Врхунац је достигао у 12. веку, када су се ту одржавали годишњи сајмови.

## Знаменитости
- Винчестерска катедрала[2] је друга најдужа зграда у Европи, а изграђена је 1079. Ту су сахрањени бројни англо-саксонски и каснији краљеви, као нпр Кнут Велики. Ту је сахрањена и Џејмс Остин. Некад је била значајан ходочаснички центар због мошти светога Свитуна.
- историјске грађевине крај катедрале
- Волвеси дворац је представљао норманску бискупску палату из 1110. Налази се на месту раније саксонске грађевине. Ојачао ју је Хенри од Блоа за време периода Безакоња у време краља Стефана, када је неколико дана био под опсадом. Грађевина је сада рушевина
- Винчестерски замак  је познат по својој великој дворани. саграђен је у 12. веку. Велика дворана је поново грађена 1222—1235. Чувена је по округлом столу краља Артура, који ту виси од најкасније 1463. Сто је из 13. века, па нема никакве везе са краљем Артуром, али ипак привлачи много туриста.
- Винчестер колеџ је јавна школа, коју је основао бискуп Вилијам од Вајкехама. Служио је за образовање сиромашне деце. Основан је 1382. године.[2]
- Болница светог крста основана је ван града. Основао ју је Хенрик Блоа.

## Галерија
- Млин на реци Ичен
- Винчестер колеџ

- Округли стол у Великој дворани
- Зграда гилде
- Краљевска врата

## Партнерски градови
- Гисен